# Ибадлы, Орудж Вели оглы
Орудж Вели оглы Ибадлы (5 ноября, 1938, с. Довлаткарлы, Карягинский район, Азербайджанская ССР, СССР — 24 февраля, 2015, Баку, Азербайджан) — азербайджанский учёный-ботаник, директор Центрального Ботанического сада Национальной академии наук Азербайджана (НАНА) (2000—2014), член-корреспондент НАНА.

## Биография
Окончил физкультурный техникум в Кировабаде (ныне Гянджа), а затем биологический факультет Кировобадского государственного педагогического института. В 1973 году защитил кандидатскую диссертацию на тему «Биологические особенности и культура некоторых дикорастущих декоративных растений азербайджанской флоры». В 2004 г. защитил докторскую диссертацию на тему «Геофиты Кавказа и их интродукция на Абшероне».
В 1967 г. поступил на работу в отдел ботанического сада Института ботаники АН Азербайджана. В феврале 2000 г. был назначен директором Центрального ботанического сада при Отделении биологических наук. В 2014 г. был освобожден от занимаемой должности по состоянию здоровья.
Автор более 200 научных трудов, имел коллекцию почти 500 видов геофитных растений Апшеронского полуострова, из них более чем по 150 подготовил предложения о хозяйственном использовании. Являлся одним из соавторов «Красной книги», VI, IX, X томов Азербайджанской советской энциклопедии.
В 2007 г. избран членом-корреспондентом НАНА.

## Научная деятельность
Основные исследования в области таксономического состава геофитов, их жизненных форм, распространения на Кавказе и разработка агротехники выращивания в условиях Апшерона. На основании проведенных исследований составлен обзор геофитов Кавказа, изучен таксономический состав 28 семейств, 92 рода, включающих 526 видов, в том числе 125 редких и исчезающих видов. Ученым создан семейной банк 60 видов и восстановлены путём реинтродукции в разл. регионах Кавказа 30 видов, рекомендована трехбальная школа геофитов Кавказа.

## Награды и звания
Награждён медалью «Терегги» (2005) и почетной грамотой НАНА за научные достижения.